# Ecuador elnökeinek listája
| Név | Hivatali ideje                             |
| --- | ------------------------------------------ |
| Juan José Flores | 1830. május 17. – 1835. augusztus 8.       |
| Vicente Rocafuerte | 1835. augusztus 8. – 1839. január 31.      |
| Juan José Flores | 1839. január 31. – 1845. június 17.        |
| José Joaquín de Olmedo Egy ideiglenes kormány elnöke | 1845. június 18. – 1845. december 8.       |
| Vicente Ramón Roca | 1845. december 8. – 1849. október 15.      |
| Manuel de Ascásubi | 1849. október 15. – 1850. június 10.       |
| Diego Noboa y Arteta Régebben ellenelnök | 1850. június 10. – 1851. szeptember 13.    |
| José María Urbina | 1851. szeptember 13. – 1856. október 16.   |
| Francisco Robles | 1856. október 16. – 1859. szeptember 17.   |
| Guillermo Franco A polgárháború alatt ellenelnök | 1859. augusztus 21. – 1860. szeptember 24. |
| José María Avilés Az ellenkormány elnöke a polgárháború alatt. | 1859. május 1. – 1865. június 4.           |
| Jerónimo Carrión | 1859 júliusa óta                           |
| Manuel Carrión Loja tartomány elnöke a polgárháború alatt. | 1859. szeptember                           |
| Gabriel García Moreno 1859. június 4. óta az ellenkormány feje. | 1859. szeptember 17. – 1865. augusztus 31. |
| Rafael Carvajal | 1865. augusztus 31. – 1865. szeptember 7.  |
| Jerónimo Carrión | 1865. szeptember 7. – 1867. november 6.    |
| Pedro José de Arteta | 1867. november 6. – 1868. január 20.       |
| Francisco Javier Espinosa | 1868. január 20. – 1869. január 19.        |
| Gabriel García Moreno ideiglenes elnök | 1869. január 19. – 1869. május 16.         |
| Manuel de Ascásubi ideiglenes elnök | 1869. május 10. – 1869. augusztus 10.      |
| Gabriel García Moreno | 1869. augusztus 10. – 1875. augusztus 5.   |
| Francisco Javier León Ideiglenes belügyminiszter is | 1875. augusztus 6. – 1875. október 6.      |
| José Javier Eguiguren Ideiglenes belügyminiszter is | 1875. október 6. – 1875. december 9.       |
| Antonio Borrero Cortázar | 1875. december 9. – 1876. szeptember 8.    |
| Ignacio de Veintemilla Tábornokként | 1876. szeptember 8. – 1883. január 10.     |
| Az átmeneti kormány tagjai: Agustín Guerrero, Luis Cordero, Rafael Pérez Pareja, Pablo Herrera, José María Plácido Caamaño | 1883. január 14. – 1883. október 15.       |
| José María Plácido Caamaño 1884. február 10-ig ideiglenesen | 1883. október 15. – 1888. január 30.       |
| Antonio Flores | 1888. augusztus 17. – 1892. június 30.     |
| Luis Cordero | 1892. július 1. – 1895. április 16.        |
| Vicente Salazar ideiglenes | 1895. április 16.                          |
| Eloy Alfaro 1896. október 9-ig tábornokként 1897. január 19-ig ideiglenesen | 1896. április 16. – 1901. augusztus 31.    |
| Leonidas Plaza Gutiérrez | 1901. szeptember 1. – 1905. augusztus 31.  |
| Lizardo García | 1905. szeptember 1. – 1906. január 15.     |
| Eloy Alfaro 1906. október 9-ig tábornokként bis 1. Januar 1907. január 1-jéig ideiglenesen | 1906. január 17. – 1911. augusztus 11.     |
| Carlos Freile Zaldumbide ideiglenes | 1911. augusztus 11. – 1911. augusztus 30.  |
| Emilio Estrada | 1911. szeptember 1. – 1911. december 21.   |
| Carlos Freile Zaldumbide ideiglenes | 1911. december 22. – 1912. március 5.      |
| Flavio Alfaro Tábornokként egy ellenkormány vezetője | 1911 decemberétől                          |
| Pedro Montero Tábornokként egy ellenkormány vezetője | 1911 decemberétől                          |
| Francisco Andrade Marín ideiglenes | 1912. március 6. – 1912. augusztus 31.     |
| Leonidas Plaza Gutiérrez | 1912. szeptember 1. – 1916. augusztus 31.  |
| Alfredo Baquerizo Moreno | 1916. szeptember 1. – 1920. augusztus 31.  |
| José Luis Tamayo | 1920. szeptember 1. – 1924. augusztus 31.  |
| Gonzálo Hernández Córdova | 1924. szeptember 1. – 1925. július 9.      |
| Az átmeneti kormány tagjai: Rafael Bustamante, Francisco Boloña, Luis Napoleón Dillón, Pedro Pablo Garaicoa, Francisco Gómez de la Torre tábornok, Moisés Oliva, Modesto Larrea és Francisco Arízaga Az elnökök hetente változtak egymás közt | 1925. július 10. – 1926. január 9.         |
| Az átmeneti kormány tagjai: Humberto Albornoz, Isidro Ayora, Homero Viteri, Adolfo Hidalgo, Pedro Pablo Egüez, José Antonio Gómez Gault, Julio E. Moreno                                                                                      | 1926. január 10. – 1926. március 31.       |
| Isidro Ayora | 1926. április 1. – 1931. augusztus 24.     |
| Luis Alberto Larrea ideiglenes | 1931. augusztus 24. – 1931. október 15.    |
| Alfredo Baquerizo Moreno ideiglenes | 1931. október 15. – 1932. szeptember 1.    |
| Carlos Freile Larrea ideiglenes belügyminiszter is | 1932. augusztus 28. – 1932. szeptember 1.  |
| Alberto Guerrero Martínez ideiglenes | 1932. szeptember 2. – 1932. december 4.    |
| Juan de Dios Martínez Mera | 1932. december 5. – 1933. október 19.      |
| Abelardo Montalvo ideiglenes belügyminiszter is | 1933. október 20. – 1934. augusztus 31.    |
| José María Velasco Ibarra | 1934. szeptember 1. – 1935. augusztus 21.  |
| Antonio Pons ideiglenes belügyminiszter is | 1935. augusztus 21. – 1935. szeptember 25. |
| Federico Páez tábornokként | 1935. szeptember 26. – 1937. október 23.   |
| Gil Alberto Enríquez Gallo tábornokként | 1937. október 23. – 1938. augusztus 10.    |
| Manuel María Borrero González | 1938. augusztus 10. – 1938. december 3.    |
| Aurelio Mosquera Narváez | 1938. december 2. – 1939. november 17.     |
| Carlos Alberto Arroyo del Río ideiglenes | 1939. november 18. – 1939. december 10.    |
| Andrés Córdova Az alsóház elnökeként | 1939. december 11. – 1940. augusztus 10.   |
| Julio Enrique Moreno ideiglenes | 1940. augusztus 10. – 1940. augusztus 31.  |
| Carlos Alberto Arroyo del Río | 1940. szeptember 1. – 1944. május 28.      |
| José María Velasco Ibarra (1. hivatali ideje) | 1944. június 1. – 1947. augusztus 23.      |
| Carlos Mancheno Cajas | 1947. augusztus 23. – 1947. szeptember 2.  |
| Mariano Suárez Veintimilla | 1947. szeptember 2. – 1947. szeptember 16. |
| Carlos Julio Arosemena Tola | 1947. szeptember 16. – 1948. augusztus 31. |
| Galo Plaza Lasso | 1948. szeptember 1. – 1952. augusztus 31.  |
| José María Velasco Ibarra (2. hivatali ideje) | 1952. szeptember 1. – 1956. augusztus 31.  |
| Camilo Ponce Enríquez | 1956. szeptember 1. – 1960. augusztus 31.  |
| José María Velasco Ibarra (3. hivatali ideje) | 1960. szeptember 1. – 1961. november 7.    |
| Carlos Julio Arosemena Monroy | 1961. november 7. – 1963. július 11.       |
| Ramón Castro Jijón a katonai junta vezetője | 1963. július 11. – 1966. március 28.       |
| Clemente Yerovi Indaburú ideiglenes | 1966. március 29. – 1966. november 16.     |
| Otto Arosemena 1967 májusáig ideiglenes | 1966. november 16. – 1968. augusztus 31.   |
| José María Velasco Ibarra (4. hivatali ideje) | 1968. szeptember 1. – 1972. február 15.    |
| Guillermo Rodríguez Lara | 1972. február 15. – 1976. január 12.       |
| Alfredo Poveda Burbano A felsőház elnöke | 1976. január 12. – 1979. augusztus 10.     |
| Jaime Roldós\|Jaime Roldós Aguilera | 1979. augusztus 10. – 1981. május 24.      |
| Osvaldo Hurtado | 1981. május 25. – 1984. augusztus 10.      |
| León Febres Cordero | 1984. augusztus 10. – 1988. augusztus 10.  |
| Rodrigo Borja | 1988. augusztus 10. – 1992. augusztus 10.  |
| Sixto Durán Ballén | 1992. augusztus 10. – 1996. augusztus 10.  |
| Abdalá Bucaram | 1996. augusztus 10. – 1997. február 6.     |
| Rosalía Arteaga | 1997. február 6. – 1997. február 11.       |
| Fabián Alarcón | 1997. február 11. – 1998. augusztus 10.    |
| Jamil Mahuad | 1998. augusztus 10. – 2000. január 22.     |
| Gustavo Noboa | 2000. január 22. – 2003. január 15.        |
| Lucio Gutiérrez | 2003. január 15. – 2005. április 20.       |
| Alfredo Palacio González | 2005. április 20. – 2007. január 15.       |
| Rafael Correa Delgado | 2007. január 15. – 2017. május 24.         |
| Lenín Moreno | 2017. május 24. – 2021. május 24.          |
| Guillermo Lasso | 2021. május 24. - 2023. november 23.       |
| Daniel Noboa | 2023. november 23. -                       |